# قره-کونگوی (شهرستان قوچقار)
قره-کونگوی (به قزقیزی: Кара-Күнгөй، قارا كۉنگۅي) یک منطقهٔ مسکونی در قرقیزستان است که در شهرستان قوچقار واقع شده‌است. قره-کونگوی ۱٬۴۷۱ نفر جمعیت دارد و ۲٬۰۲۷ متر بالاتر از سطح دریا واقع شده‌است.